# دوره استوارت
دوره استوارت (انگلیسی: Stuart period) عنوان منتسب به دورانی است در تاریخ انگلستان میان سال‌های ۱۶۰۳ تا ۱۷۱۴، گاهی نیز در اسکاتلند از ۱۳۷۱ میلادی به این دوره اشاره می‌شود. این دوران مصادف با حکومت دودمان استوارت و اولین پادشاه اسکاتلند موسوم به روبرت دوم می‌باشد. اسکاتلند، در زمان سلطنت جیمز یکم و پس از رسیدن وی به تخت پادشاهی انگلستان، به تملک تاج و تخت انگلستان درآمد. دورهٔ استوارت، همزمان با مرگ ملکه آن و جلوس جرج یکم از دودمان هانوفر به پایان رسید.

## نگارخانه

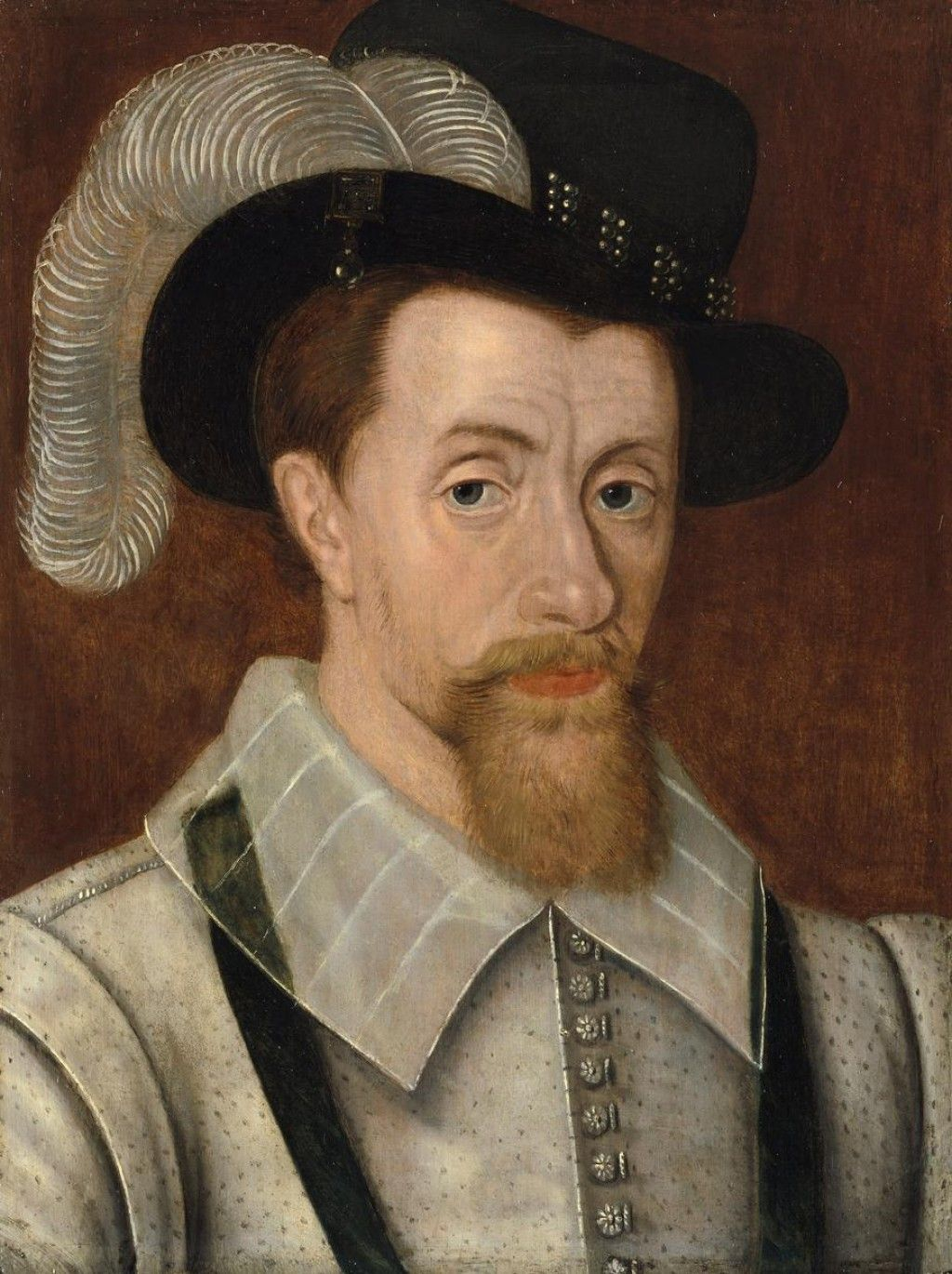
جیمز یکم (انگلستان) (دوره جاکوبین)
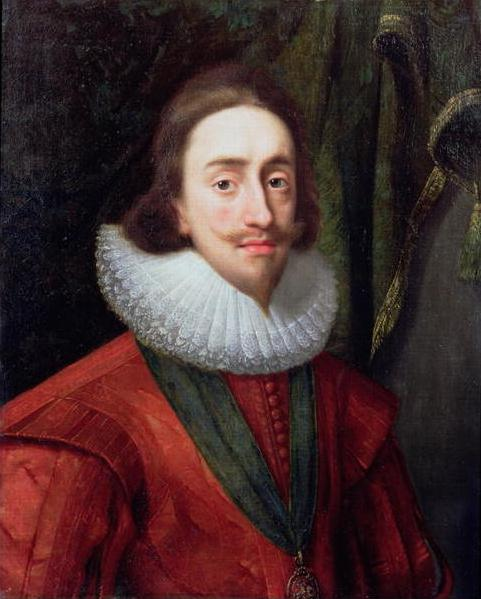
چارلز یکم انگلستان (1625–1649)
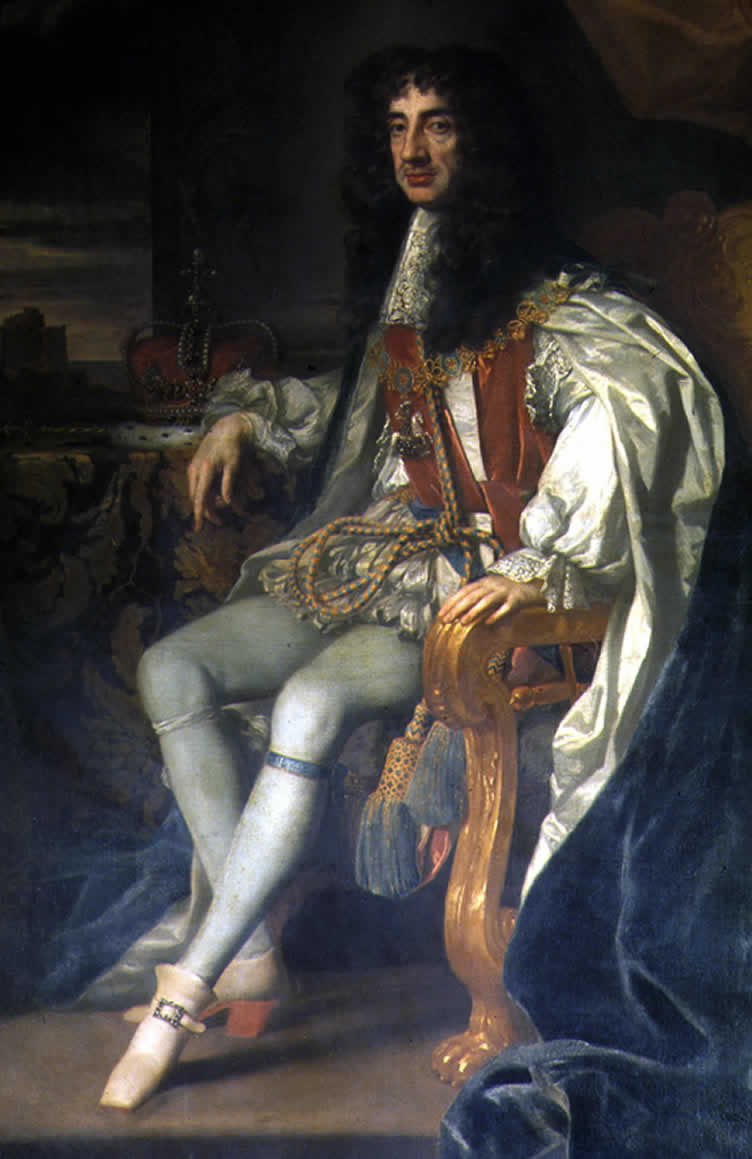
چارلز دوم انگلستان (۱۶۶۰–۱۶۸۵)
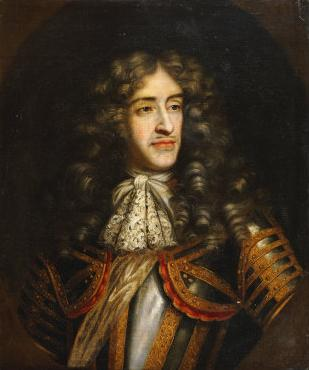
جیمز دوم (انگلستان) (۱۶۸۵–۱۶۸۸)
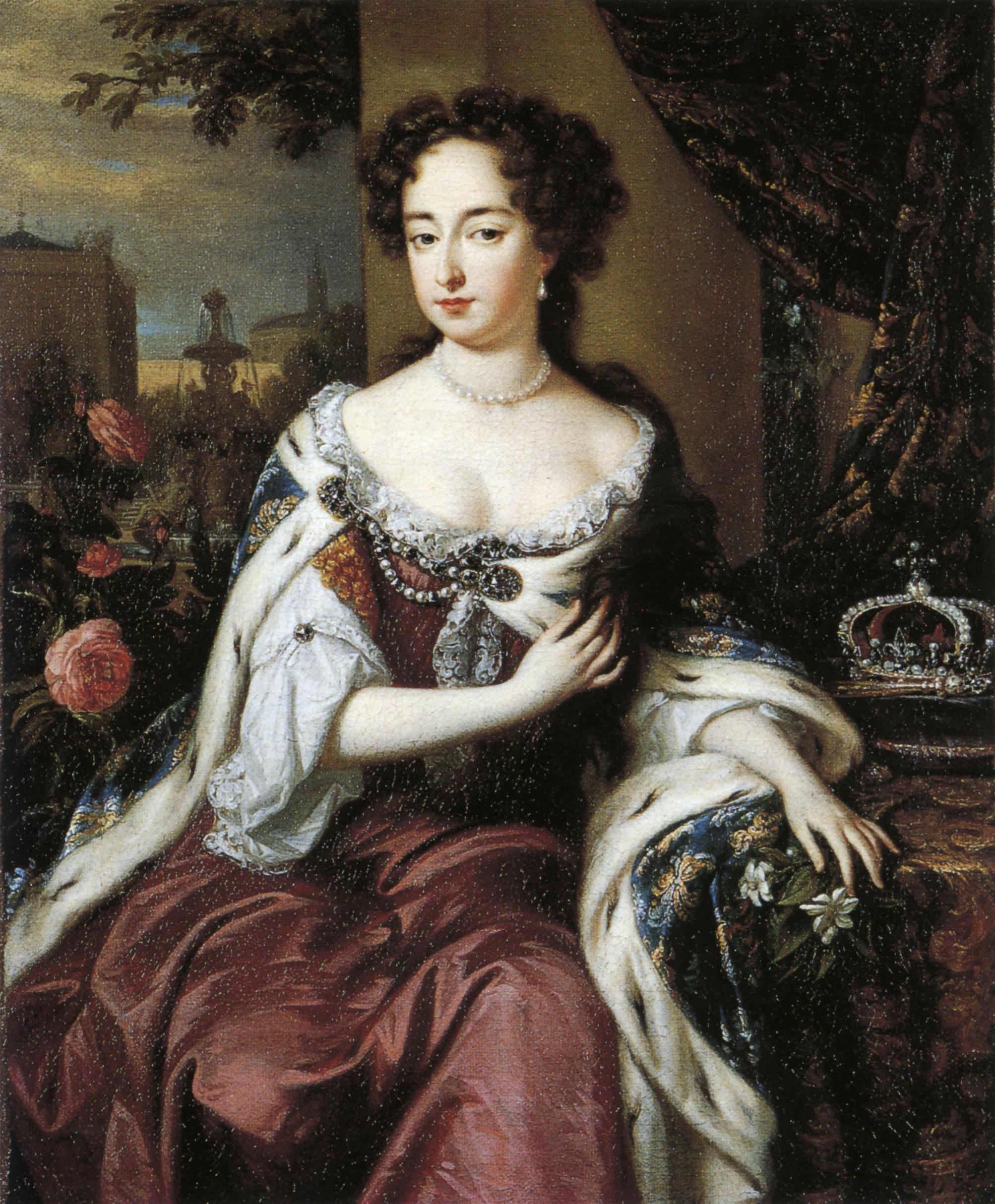
ماری دوم (انگلستان) (۱۶۸۹–۱۶۹۴)
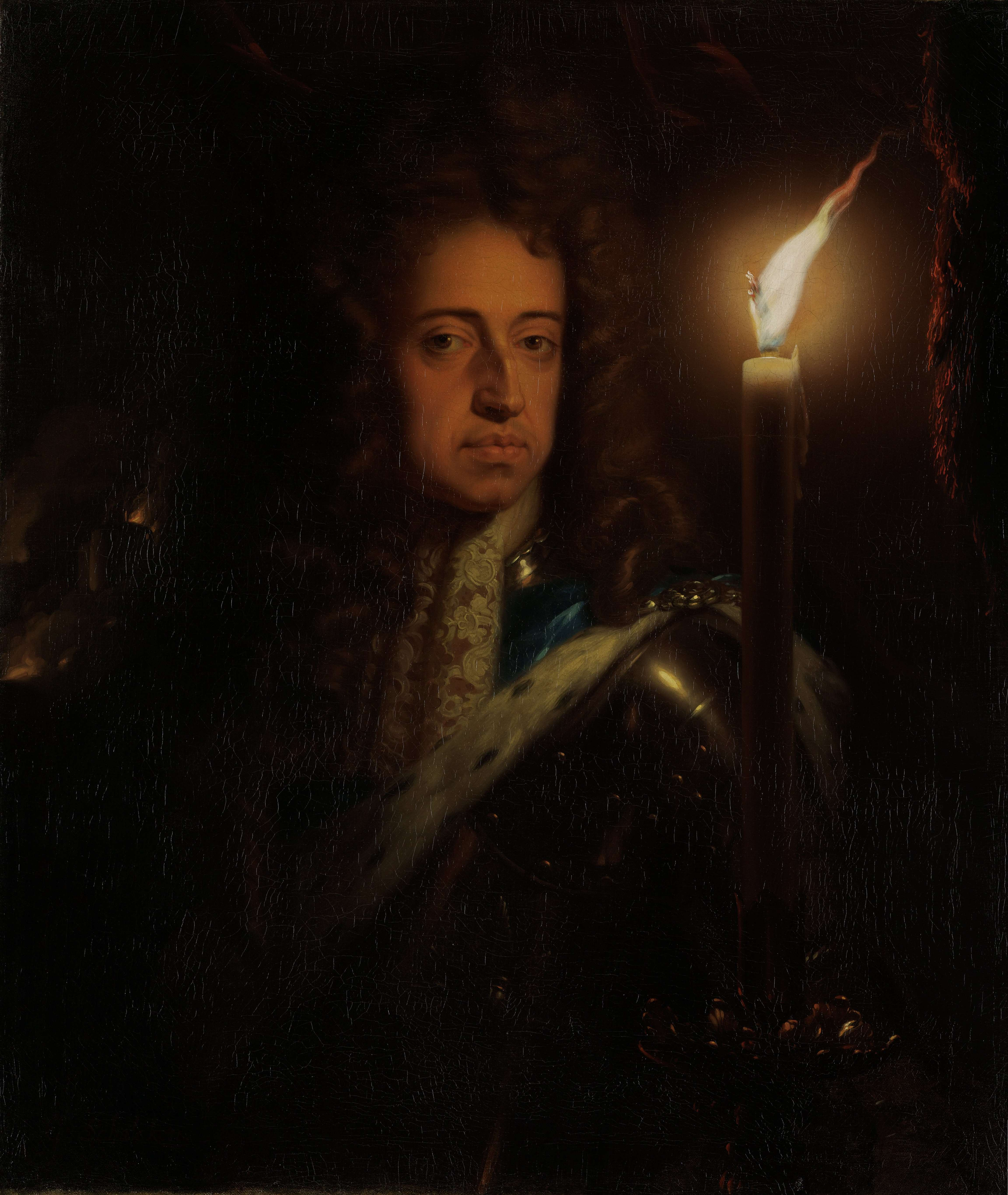
ویلیام سوم (انگلستان) (۱۶۸۹–۱۷۰۲)
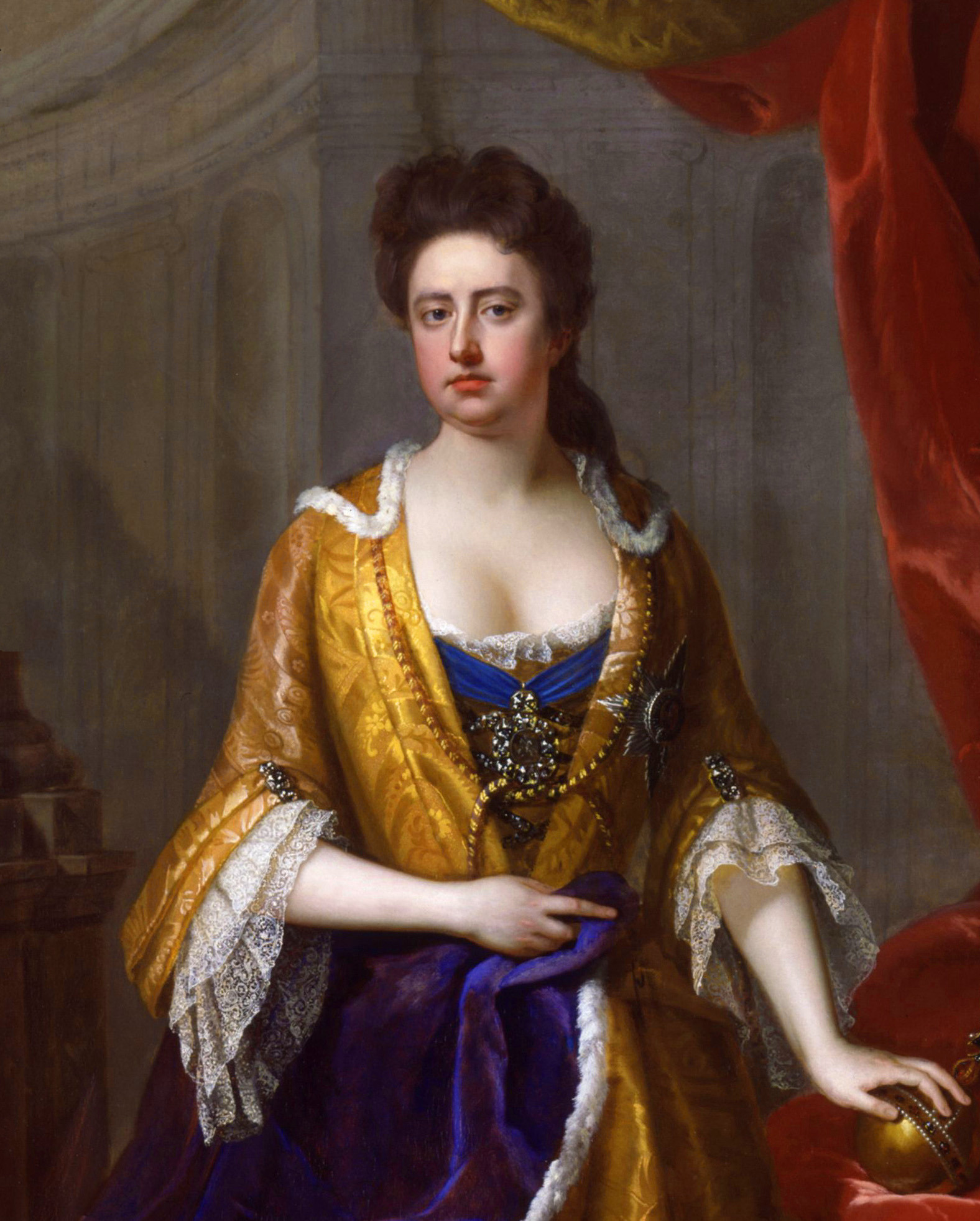
ملکه آن
(۱۷۰۲–۱۷۱۴)